# Micropeza limbata
Micropeza limbata är en tvåvingeart som beskrevs av Roder 1885. Micropeza limbata ingår i släktet Micropeza och familjen skridflugor. Inga underarter finns listade i Catalogue of Life.